# Звёздные войны: Сопротивление
«Звёздные во́йны: Сопротивле́ние» (англ. Star Wars Resistance) — американский телевизионный мультсериал, созданный студией Lucasfilm. Премьера состоялась на канале Disney Channel 7 октября 2018 года, а потом появится на канале Disney XD в США и во всём мире.

## Сюжет
Действие начинается примерно за полгода до событий седьмого эпизода саги, а впоследствии происходит параллельно ему и восьмому эпизоду, завершаясь незадолго до событий девятого. Главный герой — Казудо Зионо, пилот, сын миллионера и члена Галактического сената, который завербован в Сопротивление, чтобы противостоять растущей угрозе Первого Ордена.

## Актёрский состав и персонажи

### Главные
- Кристофер Шон — Казудо "Каз" Зионо, пилот и шпион Сопротивления, позже член команды асов
- Джош Бренер — Нику Возо, друг Каза, механик в мастерской Джарека
- Сьюзи МакГрат — Тэмара "Тэм" Риворра, подруга Каза, механик в мастерской Джарека, позже временно пилот Первого Ордена
- Скотт Лоуренс — Джарек Йегер, друг Каза, владелец ремонтной мастерской
- Мирна Веласко — Торра Доза, подруга Каза, дочь Имануэля и Венисии Дозы, член команды асов
- Джейсон Хайтауэр — Имануэль Доза, муж Венисии и отец Торры Дозы, капитан «Колосса».
- CB-23 — дроид-астромеханик Каза, изначально заменял ВВ-8 для По Дэмерона

Второстепенные
- Оскар Айзек — По Дэмерон
- ВВ-8 — дроид-астромеханик По Дэмерона, в течение первого сезона являлся спутником Каза
- Назнин Контрактор — Синара Син, подруга Каза, пират
- Дональд Фэйсон — Хайп Фейзон, член команды асов
- Джастин Ридж  — R1-J5 "Развалюха", дроид-астромеханик Джарека
- Джим Раш и  Бобби Мойнихэн — Фликс и Орка, владельцы магазина
- Това Фелдшу — Тётя Зи, владелица бара
- Мэри Элизабет Макглинн — Фрея Фенрис, член команды асов/4D-M1N - дроид-командир капитана Дозы
- Стивен Стэнтон — Грифф Хэллоран, член команды асов
- Дэйв Филони — Бо Кивил, член команды асов
- Энтони Дель Рио и Никки СуХу — Кел и Эйла, брат и сестра, друзья Каза, сироты, прячущиеся от Первого Ордена
- Лекс Лэнг — майор Элрик Вонгер, пилот-ас Первого Ордена
- Лиам Макинтайр — коммандер Пайр, офицер Первого Ордена
- Сумали Монтано — агент Тирни, агент службы безопасности Первого Ордена
- Кристин Данфорд — лейтенант Галек, командир эскадрильи Первого Ордена
- Элайджа Вуд — Джейс Раклин, житель "Колосса", позже пилот Первого Ордена
- Гэри Энтони Уильямс — Крэган Горр, капитан пиратов
- Тасия Валенца — Венисиа Доза, жена Имануэля Дозы и мать Торры Дозы, пилот Сопротивления

Гости
- Гвендолин Кристи и Эллен Дубин — Капитан Фазма, офицер Первого Ордена
- Донал Глисон и Бен Пендергаст — Генерал Хакс, генерал Первого Ордена
- Кэролайн Хеннеси — Лея Органа, генерал Сопротивления
- Мэттью Вуд — Кайло Рен, Верховный лидер Первого Ордена
- Ци Ма — Хамато Зионо, отец Каза, сенатор Новой Республики

## Производство

### Развитие
22 февраля 2018 года было сообщено, что Lucasfilm афишировал сериал под названием «Сопротивление звёздам» для широкого спектра товаров и потенциальной анимационной серии.
26 апреля 2018 года сериал был официально анонсирован и намечен на дебют осенью 2018 года. Сериал был создан Дэйвом Филони, ветераном анимационного работника Lucasfilm, который ранее руководил фильмом Звёздные войны: Войны клонов 2008 года, который также разработал последующий телесериал, создал, разработал и исполнил Звёздных войны: Повстанцы, а в 2017 году стал главой Lucasfilm Анимации. Филони сказал, что на шоу повлияли впечатления его деда во Второй мировой войне и аниме.

### Кастинг
Наряду с официальным объявлением серии было объявлено, что Оскар Айзек и Гвендолин Кристи повторят свои роли: По Дамерона и Капитана Фазму соответственно. К ним присоединятся Бобби Мойнихан, Кристофер Шон, Сьюзи Макграт, Скотт Лоуренс, Мирна Веласко, Джош Бренер, Дональд Файсон, Джим Раш. Было подтверждено, что BB-8 также появится в сериале.

## Эфир и выпуск
Сериал дебютировал в США на Disney Channel 7 октября 2018 года, а немного позже на Disney XD в Соединённых Штатах и во всем мире. Премьера второго и последнего сезона состоялась 6 октября 2019 года на каналах Disney Channel, Disney XD и DisneyNow. Сериал закончился 26 января 2020 года после сорока серий.
В России премьера пилотного часового эпизода Рекрут была осуществлена на Канале Disney 23 февраля 2019 года. С 1 апреля 2019 года начался полноценный показ первого сезона, при этом пилотный эпизод был показан вновь, но уже в виде двух отдельных серий (1 и 2 апреля). Показ первого сезона завершился 8 мая 2019 года.